# Theo Kars
Theo Kars (Rotterdam, 22 maart 1940 – Amsterdam, 10 november 2015) was een Nederlandse schrijver en vertaler.

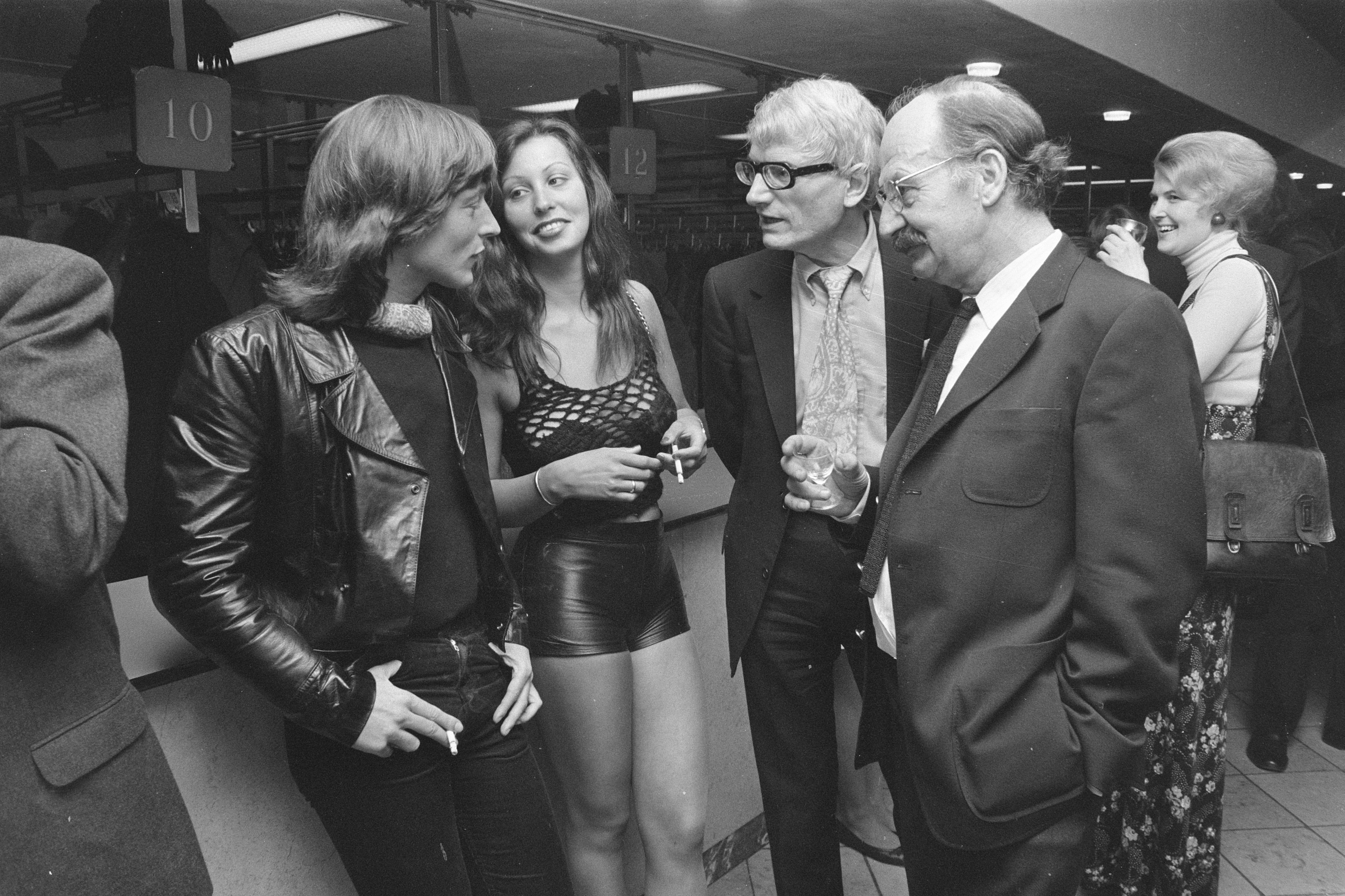
Boekenbal 1972. V.l.n.r.: Theo Kars, diens echtgenote Karin, Adriaan Morriën en Metten Koornstra

## Levensloop
Theo Kars groeide op in Doorn in een gereformeerd gezin. Hij zette zich echter later af tegen zijn ouders en elke vorm van godsdienst. Hij getuigde van een non-conformistische en hedonistische levenshouding. Hij was een notoir casanova en bracht enige tijd van zijn leven door met twee vrouwen tegelijkertijd. Hij vertaalde bovendien Casanova's memoires.

### PTT
Samen met schrijver Boudewijn van Houten lichtte hij de Postcheque- en Girodienst op voor een aanzienlijk geldbedrag. Hij werd daarvoor veroordeeld tot 27 maanden celstraf, waarvan hij er 24 uitzat. Zijn wedervaren daaromtrent verhaalt hij in zijn boeken De Vervalsers en De Huichelaars.

### Gezondheid
In 1996 bracht Kars het boek De Strijd tegen de Tijd uit, waarin hij bericht over zijn ervaringen om ouderdomsverschijnselen tegen te gaan. Tijdens en na de ziekte van zijn toenmalige vriendin (schizofrenie) bestudeerde hij uitvoerig het onderwerp voedingssupplementen en levensverlengende therapieën en begon hij naar die inzichten te leven. In het boek bespreekt hij de vitamine- en mineraalsuppletie, cel- en procaïnetherapieën en plastische en tandheelkundige chirurgie die hij onderging en die hij combineerde met een levenslustige en genotsvolle instelling, waarbij hij bijvoorbeeld roken en koffiedrinken niet afzwoer. In dit boek bekent hij ook de auteur te zijn van de Prisma vitaminen- en mineralengids, die onder het pseudoniem Hannah Kohn bij uitgeverij Het Spectrum verscheen.

### Tegenstroom
In 1964 richtte hij met het gestolen geld van de PTT het literair tijdschrift Tegenstroom op.

### Praktisch Verstand
Het cultboek Praktisch Verstand (2003) is uitgegroeid tot het standaardwerk voor non-conformisten – zoals hij er zelf ook één was. Het gaat over de kunst om een gelukkig leven te leiden en is de neerslag van zijn hedonistische en non-conformistische ideeën. De titel van het werk is ontleend aan Epicurus, die praktisch verstand als het hoogste goed om gelukkig te worden beschouwde. Het boek werd ook in het Duits vertaald: Philosophie für Nonkonformisten: kleine Anleitung zur Lebenskunst. Praktisch Verstand beleefde in korte tijd vier drukken, maar uitgeverij Querido staakte na de vierde druk de verspreiding van het succesvolle boek. Pas in 2013 verscheen in kleine oplage een vijfde druk, aangevuld met een aantal van zijn nieuwe ideeën.

### Memoires
In 2010 verscheen het eerste deel van de memoires van Theo Kars, getiteld: Memoires van een slecht mens. In 2013 verscheen het tweede deel. Het derde en laatste deel zou pas na zijn overlijden verschijnen, aangezien hij in dat deel een aantal onopgehelderde financiële misdaden opbiecht. Dit derde deel is echter onvoltooid gebleven. Zijn persoonlijke website vermeldt dat Theo "heeft besloten zijn geheimen mee te nemen in zijn graf".

### Dood
Theo Kars heeft het moment van zijn dood zelf gekozen, nadat bij hem een ongeneeslijke ziekte was geconstateerd.

## Werken(een selectie)

### Romans en verhalen
- De vervalsers (1967, 2 drukken)
- De verleider (1969)
- Alice (1970) daarna weer verschenen als De koorts van het verstand
- De geisha (1972)
- De eerste trein na half zes (1976)
- De huichelaars (1978)
- Beschermengelen (1978)
- Avonturen op Ibiza (1980)
- Op zoek naar het geluk (1981)
- Een speling van de natuur (1982)
- Losbandig leven (1988)
- Speelkoorts (1990)

### Non-fictie
- Parels voor de zwijnen (1975)
- De valse baard van Anatole France (1975)
- Beschermengelen (1978)
- Vrouwen in bed (1984)
- Pechvermaak (1988)
- Oud en onvolwassen (1993)
- De strijd tegen de tijd (1996)
- De laatste jaren van Casanova (1998)
- Praktisch verstand (2003)
- Memoires van een slecht mens, deel 1 - 1940-1964 (2010)
- Memoires van een slecht mens, deel 2 - 1965-1991 (2013)

### Vertalingen vanCasanova'smemoires
- Memoires. Venetiaanse jaren 1753-1756 (1971)

- Avonturen in Venetië. Uit de authentieke memoires (1979)

- De school van het leven. Memoires #1 (1991)
- Eigen heer en meester. Memoires #2 (1992)
- Henriette. Memoires #3 (1993)
- De ontsnapping. Memoires #4 (1993)
- De jacht op geld. Memoires #5 (1994)
- Een man van aanzien. Memoires #6 (1994)
- Rust noch duur. Memoires #7 (1995)
- Leven en laten leven. Memoires #8 (1996)
- Het keerpunt. Memoires #9 (1997)
- Het duel. Memoires #10 (1997)
- Heimwee naar Venetië. Memoires #11 (1998)
- Geheim agent. Memoires #12 (1998)
- De Minnares van de Officier (2003)
- De geschiedenis van mijn leven. Het beste uit zijn memoires, gekozen door Arthur Japin (2006, red. Arthur Japin)
- Casanova's reizen (2008)
- Het verhaal van mijn leven (deel 1 t/m 3) (2016)
- Mijn avonturen met non M.M. (2017)
- Mijn ontsnapping (2019)
- De taal van de liefde. Het beste werk van Giacomo Casanova (2021, red. Johan de Geest)

### Overige vertalingen
- Henry de Montherlant - Meisjes (1969)
- Marianne Sinclair - De man in het park (1971)
- Marguerite Yourcenar - Alexis (1973)
- Dan Jacobson - De verkrachting van Tamar (1973)
- Anatole France - De goden zijn dorstig (1975)
- E.M. Forster - Maurice (1977)
- Baltasar Gracián - Handorakel en kunst van de voorzichtigheid (1990)
- Honoré de Balzac - Neef Pons (2000)
- Giacomo Casanova - De minnares van de officier (2003)
- Stendhal - De kartuize van Parma (2003)
- Baltasar Gracián - De Criticon, of de kunst van het leven (2008)